# 2012년 검사 성추문 사건
2012년 검사 성추문 사건은 2012년 11월 대한민국 검찰청에서 있었던 피의자와 현직 검사의 성관계 사건이다.

## 사실관계

### 인물

##### 피의자 여성
피의자는 서울에 사는 아이 셋을 가진 신장 155cm의 평범한 가정주부로 주부 피의자(43세)는 화장실이나 피팅룸 등에서 도난방지태그를 뗀 뒤 가방에 넣어 절취하는 수법으로 강동구의 대형마트에서 16차례에 걸쳐 의류, 신발, 냉동식품 등 100만원 상당을 훔친 혐의로 2012년 10월 10일 서울 강동경찰서에 입건되었다. 같은 년 8월에도 같은 혐의로 입건되었으며 또다시 물건을 훔치다 폐쇄회로TV에 잡혔다. 피의자는 경찰에서 “지난 4월쯤 다섯 살 딸이 유치원에서 또래 아이에게 성추행을 당했다. 딸과 심리치료를 받았는데도 충격이 사라지지 않았다. 그때부터 물건을 훔치는 버릇이 시작됐다.”고 진술했고 담당 수사관에게 정신과 치료를 받은 확인서도 제출했다. 경찰은 A씨가 자녀 셋의 양육을 맡고 있는 점과 정신치료 전력 등을 감안해 불구속 수사한 뒤 지난달 30일 특정범죄가중처벌법상 절도로 불구속 기소 의견으로 동부지검에 송치하였다.

##### 검사
전재몽 검사는 서울대 공과대학과 한양대 법학전문대학원을 졸업한 후 검사가 되었다.

### 사건요약

##### 토요일 출석
피의자는 이달 초 "마트 측과 형사합의를 하려면 어떻게 해야하냐"면서 전 검사 집무실로 전화를 걸었다. 검사는 11월 6일 오후 10시께 피의자에게 전화를 하여 다음날에 서울동부지검으로 나올 것을 요구했으나 피의자가 곤란하다고 하자 토요일인 10일 오후 2시에 조사받으러 나올 것을 요구하였다. 피의자가 '토요일도 조사하느냐'고 묻자 검사는 '나는 토요일도 나온다'며 출석을 요구했다. 검사는 이와 다르게 피의자가 토요일밖에 안 된다고 해서 그날이라도 나오라고 했다고 하였다.

##### 검찰청에서 1차 성관계
피의자에 따르면 피의자가 출석하자 검사는 징역 3년형을 받을 것이라는 등 강압적인 분위기로 마트 측과 합의할 것을 종용하였고 마트 측과 A씨가 주장하는 피해금액에 상당한 차이가 있었는데 전 검사가 물건 리스트를 하나하나 따지면서 몰아붙였고 피의자는 훔친 물건이 100만원이 채 되지 않았는데 450만원이나 물어줘야한다니 억울하기도 하고 어려운 형편에 겁도 나 조사를 받던 중 울음을 터뜨렸다. 당시 폭력이나 협박이나 불기소 처분을 해주겠다는 말도 없었지만 이미 피의자는 정상적인 판단을 할 수 없는 항거불능의 상태에서 있었고 피의자는 검사가 B씨를 달랜다며 손을 만지기 시작했고 결국 옆방으로 도망치는 A씨를 따라가 유사성행위, 성교까지 했고 저항할 수 없었다고 피의자는 주장하였다.
검사는 이와 다르게 피의자가 조사 중에 흐느끼면서 안기듯이 달려들었고 두 번 달래서 다시 앉혔는데 세 번째 안기면서 신체 접촉과 함께 피의자가 검사의 반항에도 불구하고 강제로 내 바지를 벗기고 유사성행위를 했다. 이날 집무실에서 6시간가량 조사를 받았다.

##### 모텔에서 2차 성관계
피의자는 검사와 합의할 방법을 상의하려고 12일 검사에게 전화를 걸었는데 검사가 다시 검사실에 올 것을 요구, 아이들 저녁밥을 챙겨준뒤 저녁 7시가 넘어서 출발했다. 다시 전화해 출발하겠다고 하자 검사가 동부지검이 위치한 구의역 1번 출구에서 만나자고 했고 검사는 약속장소에 도착한 피의자를 차에 태웠다고 주장하였다. 검사는 이와 다르게 11월 13일 화요일에 퇴근하려는데 피의자가 핸드폰으로 전화가 와 잠시 볼 수 있느냐고 해서 차에 태웠는데 또 유사 성행위를 했고, 그 뒤에 모텔에 가게 되었고 검사가 합의를 해왔는데, 여성이 5천만원을 요구했다고 하였다고 주장하였다. 피의자에 따르면 차에 타자 검사가 피의자의 머리를 눌러 유사성행위를 강요한 것하였고 피의자가 "밖에서 다 본다"며 저항하는 피의자를 검사가 힘으로 눌러 어쩔 수 없이 힘에 굴복하였으며 사건 2주 가까이 지난 지금까지 A씨가 어깨 통증을 호소하고 있다. 이어 검사는 그 상태로 피의자를 왕십리 부근 모텔로 데리고가 성관계를 가졌다. 피의자 측에 따르면 전 검사는 모텔에 들어가자마자 A씨의 휴대폰을 가져가 자신과의 통화목록을 전부 삭제했으며 성관계에 사용된 콘돔을 A씨가 가져가지 못하도록 하는 등 치밀함을 보였다.

### 이후

##### 성폭력 상담기관 방문
성관계가 있은 후 피의자는 19일과 20일 서울의 성폭력상담센터에 찾아가 '검사에게 성폭행을 당했다'며 상담을 받았으며, 성폭행 당했다는 사실을 입증하고자 생리대를 증거물로 제출했다. 다음날 상담 여경의 권유에 법무법인에 전화를 했다.

##### 피의자와 합의
검사는 21일 피의자 담당변호사의 사무실에 찾아가 합의문을 작성하고 사인했다.

##### 검사 긴급체포
위 내용이 언론에 보도되자 엄청난 파문과 함께 검사에 대한 검찰의 감찰이 시작되었고 대검찰청은 23일 이번 사건의 당사자인 전재몽 검사에 대해 검사직무대리 신분을 해제하고 23일부터 법무연수원으로 복귀 조치하였다. 감찰본부는 전 검사의 범죄혐의가 확인되고 증거인멸과 도주의 우려가 있어 11월 24일 오후 4시 40분쯤 전 검사를 뇌물수수 등의 혐의로 긴급체포 했다. 여기서 뇌물은 통상의 의미인 돈, 재물이 아닌 성적 접대로 해석하여 법적용을 하였다. 피의자는 변호사의 권유로 또 10일 검사실에서 A검사로부터 조사받을 때 주고받은 대화, 11월12일 전 검사의 차 안에서 유사 성행위를 할 때와 같은날 모텔에서 성관계를 가질 때 나눈 대화 내용을 휴대전화로 녹음한 상태로 이 녹취 파일 3개를 이를 감찰본부 측에 이메일로 제출했다.

##### 법원 '성추문 검사' 구속영장 기각
전 검사에 대한 구속 전 피의자 심문을 한 서울중앙지법 위현석 영장전담 부장판사는 이날 "이 사건 범죄혐의에 적용된 뇌물죄에 한하여 보면 그 범죄성립 여부에 상당한 의문이 있어 피의자에 대한 윤리적 비난 가능성에도 불구하고 구속의 상당성을 인정하기 어렵다"고 기각 사유를 밝혔다.

##### 여성 사진 유출
대검찰청 감찰본부는 2013년 3월 29일 성추문 검사 피해여성 사진 유출 사건 수사결과를 발표하고 검사 5명과 검찰직원·수사관 8명 등 총 13명에게 징계를 청구하고 21명에게 경고조치했다고 밝혔다.

## 적용 죄명
대검 감찰본부가 전재몽 검사를 뇌물수수와 직권남용권리행사방해 혐의로 2012년 12월 17일 불구속 기소

## 사회적 파장

### 동부지검장 사임
서울동부지검 석동현 지검장이 ‘성추문 검사’ 사건에 대한 책임을 지고 즉시 사의를 표명하였고 검찰 일각에서 수뇌부 책임론까지 나오는 등 후폭풍이 거세게 몰아치고 있다. 거액 수뢰에 성추문으로 검찰 창설이후 최대위기라는 평가도 있다.

### 검찰내 충격
한 검사는 얼굴을 들고 다닐 수 없을 정도로 부끄러운 일이라면 충격을 표현하였고“입이 열 개, 백 개라도 할 말이 있겠느냐.”며 침통한 표정을 감추지 못했으며 대검은대책회의를 여는 등 비상이 걸렸다.

### 청와대 반응
이명박 대통령은 보고를 받은 뒤 “조속히 감찰 조사를 해서 해당 검사에게 응분의 조치를 취하도록 하라”고 지시하였고 청와대 고위 관계자는 “검사가 어떻게 그런 일을 저지를 수 있는지 납득이 가지 않는다. 대통령이 한심해했다”고 전했다.

### 로스쿨 출신 변호사에 대한 우려
검찰청은 2012년 임관된 로스쿨 1기 출신 신임 검사 41명에 대해 특별 복무 점검을 실시하여 이들 신임 검사들을 지도하는 지도검사들의 지도 감독의 실태도 조사하기로 했다. 검찰의 위상에 직격타가 된 이번 사태로 이들에 대한 내부 평가는 더욱 추락할 것으로 우려되었다.

### 검찰개혁안 회의
한상대 총장은 24와 25일 대검찰청 부장검사 등 중간 간부들을 모아 검찰 개혁안을 논의하였다.

### 한양대 법학전문대학원 원장 사퇴
전 검사의 출신 로스쿨인 한양대 로스쿨 원장 오영근(56)이 여성 피의자와 부적절한 관계를 맺은 '성추문 검사' 사태에 대한 도의적 책임을 지고 2012년 12월 13일 사퇴했다.

## 참고 문헌
- "검사가 완력 사용해 성행위 강요"
- 女피의자측 "A검사, 검사실서도 성관계…'징역 3년' 운운 성폭행" 조선일보 2012.11.24
- 서울신문 2012-11-24 로스쿨 출신에 ‘성추문 불똥’…신임검사 특별 점검</ref>
- 머니투데이 2012.11.25 성추문 검사 '강간' 아닌 '뇌물수수' 적용 이유는?

## 같이 보기
- 검찰개혁